# Reciproční inhibice
Reciproční inhibice je termín z kineziologie a svalové soustavy člověka (obratlovců). Jedná se o útlum jednoho svalu (antagonisty) během činnosti svalu druhého (agonisty). V rámci pohybové komplexnosti disponují končetiny různými svaly, které vykonávají pohyby, jež jsou vůči sobě opačné (např. předkročení – zakročení, nádech – výdech). Přesto svaly, které tyto pohyby provádějí, pracují v určité souhře, např. během činnosti dvouhlavého svalu paže (m. biceps brachii) se tlumí jeho antagonista – sval trojhlavý (m. triceps brachii). Tento proces je neustále vyhodnocován centrální nervovou soustavou, která primárně kontroluje plynulost pohybu, takže i když udává podněty agonistům a antagonistům, tyto svaly působí v podstatě synergicky (tedy spolupracují). Jev lze ilustrovat např. spouštěním nákladu kladkou, kdy při spouštění z vyššího místa je lano vědomě brzděno, aby bylo možné ovlivňovat rychlost nákladu a předejít jeho zničení nekontrolovaným dopadem.

## Reciproční dysbalance
Vedle této fyziologické, pozitivní inhibice je možno mluvit i o negativní reciproční dysbalanci, kdy se vzájemně funkčně omezují ochablé svaly fázické proti zkráceným svalům posturálním a nedochází k plnému rozsahu v kloubu končetiny. Jedním z nejčastějších je zkrácení hlubokého ohybače kyčle (m. iliopsoas) vůči ochablým svalům hýžďovým (mm. glutei), k čemuž vede sedavý životní styl a čímž trpí stereotyp chůze, pohybový aparát (klouby, chrupavky, šlachy) i tělesné funkce (dech, trávení, krevní oběh aj.)
Určení patologických svalových dysbalancí u člověka náleží kineziologickému vyšetření fyzioterapeuta.